# 辻知惠
辻知惠（1969年8月9日—），日本女子排球运动员。她曾代表日本国家队参加2004年夏季奥林匹克运动会排球比赛，获得第5名。她也曾参加1990年和1994年亚洲运动会。